# Фланкування
Фланкува́ння (від фр. flanquer — фланкувати, обстрілювати у фланг) — 1) ведення вогню у фланг бойових порядків противника, який наступає або обороняється; 2) вогневий захист із флангу; 3) бойові прийоми списом, що виконувалися кавалеристами в рукопашному бою. 
У будівництві й архітектурі — оздоблення чи добудова споруди з боків.